# Alice Walker
Alice Malsenior Tallulah-Kate Walker (Eatonton, 9 febbraio 1944) è una scrittrice, attivista e poetessa statunitense.
Attivista femminista per i diritti delle donne afroamericane e delle lesbiche, ha scritto saggi e opere di narrativa su tematiche di genere e sul razzismo.
Il romanzo Il colore viola (The Color Purple), la sua opera più famosa, ha vinto il premio Pulitzer per la narrativa.

## Biografia
Alice Walker è nata il 9 febbraio 1944 a Eatonton, in Georgia, ultima degli otto figli di Willie Lee Walker e Minnie Tallulah Walker (nata Grant). Suo padre guadagnava solo 300 $ all'anno lavorando come mezzadro e producendo formaggi e latticini, mentre la madre, che lo aiutava nei campi, sosteneva la famiglia anche lavorando come cameriera.

Dovendo sottostare alle Leggi Jim Crow, la madre ha avuto degli scontri con i proprietari terrieri, i quali immaginavano che i figli di mezzadri neri sarebbero andati a lavorare nei campi il più presto possibile. Ciononostante, Alice venne iscritta a scuola a quattro anni, con un anno di anticipo rispetto agli altri bambini. È cresciuta immersa nella tradizione orale delle storie raccontate dal nonno (da cui ha preso spunto per il personaggio del suo romanzo Il colore viola, che stava scrivendo segretamente da quando aveva otto anni).
Nel 1952 è stata ferita accidentalmente ad un occhio da un colpo di fucile sparato dai fratelli. Dal momento che non avevano una macchina, i Walker non hanno potuto portare la figlia all'ospedale per una cura immediata e quando è stata finalmente visitata da un dottore era già passata una settimana dall'incidente e quell'occhio aveva perso la vista. Sopra l'occhio si era formato uno strato di tessuto cicatriziale e la bambina era diventata estremamente timida e riservata. Costantemente osservata e talvolta schernita per la cicatrice, si sentiva emarginata e si ritirò dedicandosi alla lettura e alla scrittura di poesie. Anche se a quattordici anni i segni della cicatrice le vennero rimossi (e venne quindi votata come ragazza più popolare e reginetta della classe), arrivò a capire che la ferita le aveva permesso di iniziare a “vedere davvero le persone e le cose, notare le relazioni ed essere abbastanza paziente per accorgersi come si spengono”.
Dopo la High school, ha frequentato lo Spelman College di Atlanta nel 1961 e si è poi trasferita al Sarah Lawrence College nei pressi di New York, laureandosi nel 1965. Ha iniziato ad interessarsi al movimento per i diritti civili anche grazie all'influenza dell'attivista Howard Zinn, che era suo professore allo Spelman College. Continuando l'attivismo a cui aveva partecipato negli anni del college, è tornata al Sud dove si è inserita nella campagna per i diritti e per i programmi per i bambini in Mississippi.
Nel 1965 ha incontrato Mel Leventhal, avvocato ebreo di diritto civile. Si sono sposati il 17 marzo 1967 a New York. In seguito, si sono trasferiti a Jackson, diventando “la prima coppia di diversa discendenza legalmente sposata del Mississippi”. Ciò ha comportato una costante persecuzione dal Ku Klux Klan. Hanno avuto una figlia, Rebecca, nel 1969, ma hanno divorziato consensualmente nel 1976. In seguito Walker si sarebbe separata dalla figlia, che ha poi scritto e pubblicato un libro di memorie intitolato Black White and Jewish, nel quale racconta gli effetti della relazione dei suoi genitori sulla sua infanzia
Negli anni novanta Walker è stata legata sentimentalmente con la cantautrice Tracy Chapman.

### Attivismo

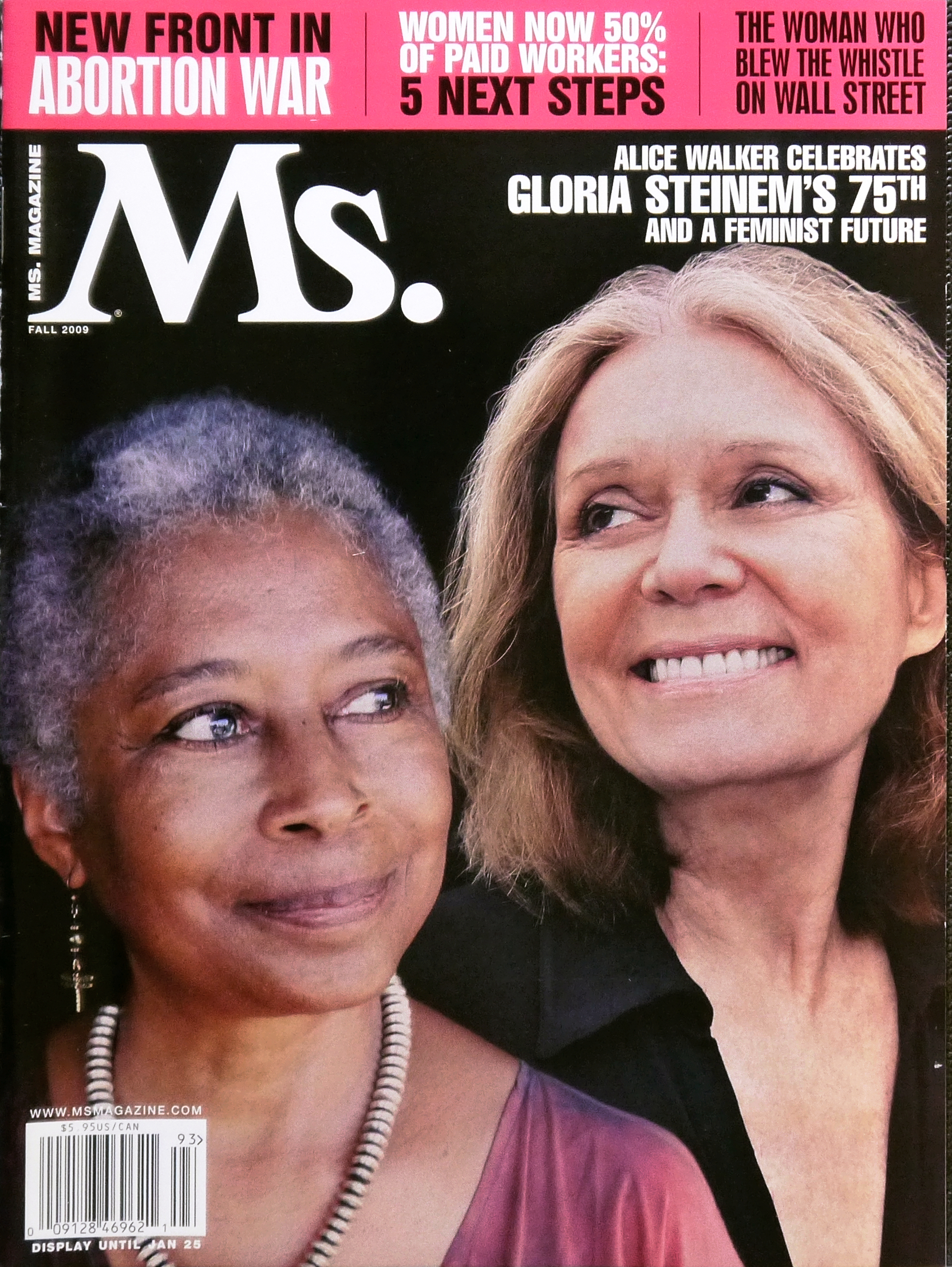
Alice Walker (a sinistra) con Gloria Steinem nel 2009

Alice Walker ha incontrato Martin Luther King Jr. quando studiava allo Spelman College di Atlanta all'inizio degli anni sessanta. Attribuisce a King la sua decisione di tornare al Sud come attivista per Movimento per i Diritti Civili. Ha partecipato alla famosa marcia su Washington del 1963.
L'8 marzo 2003, giornata internazionale delle donne, alla vigilia della Guerra in Iraq, Alice Walker è stata arrestata insieme ad altre 24 persone per aver attraversato una linea di polizia durante una protesta contro la guerra di fronte alla Casa Bianca. La scrittrice e altri 5000 attivisti dell'organizzazione Code Pink e Women for Peace, avevano marciato dal Meridian Hill Park (detto Malcolm X Park) di Washington verso la Casa Bianca, circondandola presi per mano e cantando.
Nel novembre 2008, Alice Walker ha scritto una lettera aperta a Barack Obama, pubblicata su Theroot.com., rivolgendosi al Presidente come “fratello Obama”.
A marzo 2009, si è recata a Gaza con un gruppo di altre 60 donne del gruppo antimilitare Code Pink, in risposta all'offensiva israeliana del dicembre 2008. Lo scopo del viaggio era portare aiuti, incontrare gli abitanti del luogo e persuadere Israele e l'Egitto ad aprire i loro confini a Gaza.

### Carriera e successi
Il suo primo libro di poesie è stato scritto mentre era ancora all'ultimo anno al Sarah Lawrence, in seguito si è presa un breve periodo sabbatico mentre era in Mississippi a lavorare per il movimento per i diritti civili. Ha ripreso la sua carriera di scrittrice quando è entrata a far parte dello staff del magazine Ms., prima di trasferirsi un California alla fine degli anni settanta. Un articolo da lei pubblicato nel 1975 ha contribuito al rinnovamento dell'interesse per i lavori di Zora Neale Hurston, che era stata una grande fonte di ispirazione per i lavori della Walker, che due anni prima aveva scoperto la tomba, senza nome, della Hurston a Ft. Pierce (Florida).
Oltre ai racconti e alle poesie, il suo primo romanzo The Third Life of Grange Copeland, è stato pubblicato nel 1970. Nel 1976 pubblica il secondo, Meridian, che ha a che fare con il lavoro degli attivisti nel Sud durante il movimento per i diritti civili e prende spunto da alcune delle sue esperienze.
Nel 1982 ha pubblicato il capolavoro Il colore viola, che sarebbe diventata la sua opera più famosa. Narra la storia di una giovane donna di colore che combatte contro la cultura bianca razzista e al contempo contro quella nera patriarcale. Il libro ha avuto un grande successo commerciale, diventando un best seller e venendo adattato per l'omonimo film del 1985 e per un musical rappresentato a Broadway nel 2005.
Ha scritto molti altri romanzi, tra cui The Temple of My Familiar e Possessing the Secret of Joy (che presentano alcuni personaggi discendenti di quelli di Il colore viola) ed ha pubblicato un certo numero di raccolte di racconti e poesie. I suoi lavori si focalizzano principalmente sulle lotte dei neri, specialmente donne, contro una società razzista, sessista e violenta, nonché sul ruolo delle donne di colore nella storia e nella cultura. Ha inoltre pubblicato alcuni racconti, tra cui Everyday Use (1973), nel quale tratta l'argomento del femminismo, del razzismo contro i neri e le discussioni che emergono quando i ragazzi se ne vanno di casa e perdono il rispetto per la cultura dei loro genitori.
Nel 2007 ha regalato 122 scatole di manoscritti ed altro materiale per gli archivi della Emory University. Oltre a pezzi dei suoi scritti, poesie e scritti non pubblicati e corrispondenza con gli editori, la collezione include anche le lettere della famiglia, di amici e colleghi, nonché un primo abbozzo del copione per il film tratto da Il colore viola che poi non è stato usato, libri di corsi in cui ha insegnato, posta ricevuta dai fan e un quaderno di poesie scritte dalla Walker a 15 anni, intitolato Poems of a Childhood Poetess.

## Opere
Romanzi e raccolte di racconti
- La terza vita di Grange Copeland (The Third Life of Grange Copeland) (1970) Frassinelli, 1989
- Everyday Use (1973)
- In Love and Trouble: Stories of Black Women (1973)
- Roselily (1973)
- Meridian (Meridian) (1976) Frassinelli, 1987
- Il colore viola (The Color Purple) (1982) Frassinelli, 1984
- Non puoi tenere sottomessa una donna in gamba (You Can't Keep a Good Woman Down: Stories) (1982)
- Beauty: When the Other Dancer Is the Self (1983)
- Am I Blue? (1986)
- To Hell With Dying (1988)
- Il tempio del mio spirito (The Temple of My Familiar) (1989) Rizzoli, 1991
- Finding the Green Stone (1991)
- Possedere il segreto della gioia (Possessing the Secret of Joy) (1992) Rizzoli, 1993
- The Complete Stories (1994)
- Nella luce del sorriso di mio padre (By The Light of My Father's Smile) (1998) Rizzoli, 2000
- The Way Forward Is with a Broken Heart (2000)
- Now Is The Time to Open Your Heart (2005)
- Devil's My Enemy (2008)

Raccolte di poesie
- Once (1968)
- Revolutionary Petunias and Other Poems (1973)
- Good Night, Willie Lee, I'll See You in the Morning (1979)
- Horses Make a Landscape Look More Beautiful (1985)
- Her Blue Body Everything We Know: Earthling Poems (1991)
- Absolute Trust in the Goodness of the Earth (2003)
- A Poem Traveled Down My Arm: Poems And Drawings (2003)
- Collected Poems (2005)
- Poem at Thirty-Nine
- Expect nothing

Opere non di narrativa
- In Search of Our Mothers' Gardens: Womanist Prose (1983)
- Living by the Word (1988)
- Warrior Marks (1993)
- The Same River Twice: Honoring the Difficult (1996)
- Anything We Love Can Be Saved: A Writer's Activism (1997)
- Go Girl!: The Black Woman's Book of Travel and Adventure (1997)
- Pema Chodron and Alice Walker in Conversation (1999)
- Sent By Earth: A Message from the Grandmother Spirit After the Bombing of the World Trade Center and Pentagon (2001)
- Women
- We Are the Ones We Have Been Waiting For (2006)
- Mississippi Winter IV

## Premi e altri riconoscimenti
Nel 1983, Il colore viola (The Color Purple) ha vinto il Premio Pulitzer, facendo della Walker la prima donna di colore a vincerlo, stesso primato che ottiene per il National Book Award.
Nel 1986 ha vinto l'O. Henry Award per il racconto "Kindred Spirits", pubblicato su Esquire magazine nell'agosto del 1985.
Nel 1995 ha ricevuto una laurea honoris causa dal California Institute of the Arts.
Nel 1997 è stata riconosciuta umanista dell'anno dall'American Humanist Association.
Ha ricevuto anche diversi altri premi, tra cui:
- Il Lillian Smith Book Award dal National Endowment for the Arts
- Il Rosenthal Award dal National Institute of Arts & Letters
- Il Front Page Award dal the Newswoman's Club of New York
- Il Candace Award, nel 1982